# Maurizio Adolfo Carlo di Sassonia-Zeitz-Neustadt
Maurizio Adolfo Carlo di Sassonia-Zeitz-Neustadt (Neustadt an der Orla, 1º dicembre 1702 – Hradište di Znojmo, 20 giugno 1759), fu arciprete dell'arcidiocesi di Colonia, vescovo di Königgrätz e successivamente di Leitmeritz.
Era figlio del duca Federico Enrico di Sassonia-Zeitz-Pegau-Neustadt (1668-1713) e di Anna Federica Filippina, figlia del duca Filippo Luigi di Schleswig-Holstein-Sonderburg-Wiesenburg.

## Biografia
Era erede del ducato paterno e poi anche del ducato dello zio (senza eredi maschi) Maurizio Guglielmo di Sassonia-Zeitz ma rinunciò a entrambi i territori per farsi ecclesiastico.
Si era convertito infatti dal luteranesimo al cattolicesimo nel 1716 ed iniziò la propria carriera ecclesiastica sotto la protezione dello zio, il cardinale Cristiano Augusto di Sassonia-Zeitz. Per amicizia con Clemente Augusto di Baviera ottenne la prebenda del Duomo di Colonia nel 1719 e nel 1722 fu nominato prevosto di Altötting. Nel 1725 ricevette l'ordinazione sacerdotale. L'8 febbraio 1730 fu nominato vescovo titolare di Farsalo. Nel 1731, su proposta della casata d'Asburgo, fu nominato vescovo di Hradec Králové (Königgrätz), passando poi nel 1733 alla diocesi di Litoměřice (Leitmeritz).

## Genealogia episcopale e successione apostolica
La genealogia episcopale è:
- Cardinale Guillaume d'Estouteville, O.S.B.Clun.
- Papa Sisto IV
- Papa Giulio II
- Cardinale Raffaele Riario
- Papa Leone X
- Papa Paolo III
- Cardinale Francesco Pisani
- Cardinale Alfonso Gesualdo
- Papa Clemente VIII
- Cardinale Pietro Aldobrandini
- Cardinale Laudivio Zacchia
- Cardinale Antonio Barberini, O.F.M.Cap.
- Cardinale Marcantonio Franciotti
- Cardinale Giambattista Spada
- Cardinale Carlo Pio di Savoia
- Vescovo Gianfrancesco Riccamonti, O.S.B.
- Cardinale Domenico Maria Corsi
- Cardinale Andrea Santacroce
- Arcivescovo Franz Ferdinand von Kuenburg
- Vescovo Maurizio Adolfo Carlo di Sassonia-Zeitz-Neustadt

La successione apostolica è:
- Vescovo Jan Josef Vratislav z Mitrovic (1734)
- Vescovo Peter Archdeacon, O.F.M. (1736)

## Ascendenza
|                                                                         |                                                  |                                               | Genitori                                             |  |  | Nonni |  |  | Bisnonni                                      |  |  | Trisnonni                                  |  |
|                                                                         |                                                  |                                               |                                                      |  |  |       |  |  | Johann Georg I, principe elettore di Sassonia |  |  | Christian I, principe elettore di Sassonia |  |
|                                                                         |                                                  |                                               |                                                      |  |  |       |  |  | Johann Georg I, principe elettore di Sassonia |  |  | Christian I, principe elettore di Sassonia |  |
|                                                                         |                                                  | Sophie von Brandenburg                        |                                                      |  |  |       |  |  | Johann Georg I, principe elettore di Sassonia |  |  |                                            |  |
| Moritz, duca di Sassonia-Zeitz                                          |                                                  |                                               |                                                      |  |  |       |  |  | Johann Georg I, principe elettore di Sassonia |  |  |                                            |  |
|                                                                         |                                                  | Magdalena Sibylle von Preußen                 | Albrecht Friedrich, duca di Prussia                  |  |  |       |  |  |                                               |  |  |                                            |  |
|                                                                         |                                                  | Magdalena Sibylle von Preußen                 | Albrecht Friedrich, duca di Prussia                  |  |  |       |  |  |                                               |  |  |                                            |  |
|                                                                         |                                                  | Magdalena Sibylle von Preußen                 | Marie Eleonore von Jülich-Kleve-Berg                 |  |  |       |  |  |                                               |  |  |                                            |  |
| Friedrich Heinrich, duca di Sassonia-Zeitz-Pegau-Neustadt               |                                                  | Magdalena Sibylle von Preußen                 |                                                      |  |  |       |  |  |                                               |  |  |                                            |  |
|                                                                         |                                                  | Wilhelm, duca di Sassonia-Weimar              | Johann III, duca di Sassonia-Weimar                  |  |  |       |  |  |                                               |  |  |                                            |  |
|                                                                         |                                                  | Wilhelm, duca di Sassonia-Weimar              | Johann III, duca di Sassonia-Weimar                  |  |  |       |  |  |                                               |  |  |                                            |  |
|                                                                         |                                                  | Wilhelm, duca di Sassonia-Weimar              | Dorothea Maria von Anhalt                            |  |  |       |  |  |                                               |  |  |                                            |  |
| Dorothea Maria von Sachsen-Weimar                                       |                                                  | Wilhelm, duca di Sassonia-Weimar              |                                                      |  |  |       |  |  |                                               |  |  |                                            |  |
|                                                                         |                                                  | Eleonore Dorothea von Anhalt-Dessau           | Johann Georg I, principe di Anhalt-Dessau            |  |  |       |  |  |                                               |  |  |                                            |  |
|                                                                         |                                                  | Eleonore Dorothea von Anhalt-Dessau           | Johann Georg I, principe di Anhalt-Dessau            |  |  |       |  |  |                                               |  |  |                                            |  |
|                                                                         |                                                  | Eleonore Dorothea von Anhalt-Dessau           | Dorothea von Pfalz-Simmern                           |  |  |       |  |  |                                               |  |  |                                            |  |
| Moritz Adolf Karl von Sachsen-Zeitz-Neustadt                            |                                                  | Eleonore Dorothea von Anhalt-Dessau           |                                                      |  |  |       |  |  |                                               |  |  |                                            |  |
|                                                                         | Alexander, duca di Schleswig-Holstein-Sonderburg | Johann, duca di Schleswig-Holstein-Sonderburg |                                                      |  |  |       |  |  |                                               |  |  |                                            |  |
|                                                                         | Alexander, duca di Schleswig-Holstein-Sonderburg | Johann, duca di Schleswig-Holstein-Sonderburg |                                                      |  |  |       |  |  |                                               |  |  |                                            |  |
|                                                                         | Alexander, duca di Schleswig-Holstein-Sonderburg | Elisabeth von Braunschweig-Grubenhagen        |                                                      |  |  |       |  |  |                                               |  |  |                                            |  |
| Philipp Ludwig, duca di Schleswig-Holstein-Sonderburg-Wiesenburg        | Alexander, duca di Schleswig-Holstein-Sonderburg |                                               |                                                      |  |  |       |  |  |                                               |  |  |                                            |  |
|                                                                         |                                                  | Dorothea von Schwarzburg-Sondershausen        | Johann Günther I, conte di Schwarzburg-Sondershausen |  |  |       |  |  |                                               |  |  |                                            |  |
|                                                                         |                                                  | Dorothea von Schwarzburg-Sondershausen        | Johann Günther I, conte di Schwarzburg-Sondershausen |  |  |       |  |  |                                               |  |  |                                            |  |
|                                                                         |                                                  | Dorothea von Schwarzburg-Sondershausen        | Anna von Oldenburg                                   |  |  |       |  |  |                                               |  |  |                                            |  |
| Anna Friederike Philippine von Schleswig-Holstein-Sonderburg-Wiesenburg |                                                  | Dorothea von Schwarzburg-Sondershausen        |                                                      |  |  |       |  |  |                                               |  |  |                                            |  |
|                                                                         |                                                  | Friedrich I, langravio d'Assia-Homburg        | Georg I, langravio d'Assia-Darmstadt                 |  |  |       |  |  |                                               |  |  |                                            |  |
|                                                                         |                                                  | Friedrich I, langravio d'Assia-Homburg        | Georg I, langravio d'Assia-Darmstadt                 |  |  |       |  |  |                                               |  |  |                                            |  |
|                                                                         |                                                  | Friedrich I, langravio d'Assia-Homburg        | Magdalena zur Lippe                                  |  |  |       |  |  |                                               |  |  |                                            |  |
| Anna Margarete von Hessen-Homburg                                       |                                                  | Friedrich I, langravio d'Assia-Homburg        |                                                      |  |  |       |  |  |                                               |  |  |                                            |  |
|                                                                         |                                                  | Margarete Elisabeth von Leiningen-Westerburg  | Christoph, conte di Leiningen-Westerburg             |  |  |       |  |  |                                               |  |  |                                            |  |
|                                                                         |                                                  | Margarete Elisabeth von Leiningen-Westerburg  | Christoph, conte di Leiningen-Westerburg             |  |  |       |  |  |                                               |  |  |                                            |  |
|                                                                         |                                                  | Margarete Elisabeth von Leiningen-Westerburg  | Anna Maria Ungnadin, baronessa di Sonnegg            |  |  |       |  |  |                                               |  |  |                                            |  |
|                                                                         |                                                  | Margarete Elisabeth von Leiningen-Westerburg  |                                                      |  |  |       |  |  |                                               |  |  |                                            |  |